# George Beardoe Grundy
George Beardoe Grundy   (Aspull, 10 de gener de 1861 - 6 de desembre de 1948) va ser un historiador anglès especialitzat en la història militar de l'antiga Grècia i Roma.
Grundy es va formar a la Risley School i després a la Lichfield Grammar School. Va començar a ensenyar als 16 anys. Als 27 anys es va matricular al Brasenose College, i va rebre el 1892 el títol d'"Estudiant geogràfic de la Universitat d'Oxford", convertint-se en professor de geografia antiga. Va ser professor d'història antiga a Oxford del 1897 al 1903, membre i tutor d'història antiga al Corpus Christi College del 1903 al 1931, i tutor d'història antiga al Brasenose College del 1904 al 1917. Va ser el 1899 proxime accessit per l'Arnold Historical Assay amb un article sobre la Dàcia romana i el 1900 va rebre el premi Conington.

## Publicacions
- The topography of the battle of Platea: The city of Platea. The field of Leuctra.  Londres: J. Murray, 1894.
- The great Persian War and its preliminaries; a study of the evidence, literary and topographical.  Londres: J. Murray, 1901.[3]
- Thucydides and the history of his age.  Londres: J. Murray, 1911.
- History of the Greek and Roman world. With two maps.  Londres: Methuen, 1926.
- Saxon charters of Worcestershire.  Birmingham: Birmingham Archaeological Society, 1931.
- Saxon Oxfordshire: charters and ancient highways.  Oxford: Oxfordshire Record Society, 1933.
- Saxon charters and field names of Somerset.  Taunton: Somersetshire Archaeological and Natural History Society, 1935.
- Fifty-years at Oxford: an unconventional autobiography.  Londres: Methuen, 1945.